# Lagonda 11.1
La Lagonda 11.1 è un'automobile prodotta dalla casa automobilistica britannica Lagonda dal 1913 al 1919 in 745 esemplari. È stato il secondo modello in assoluto e il primo da strada prodotto dalla Lagonda.

## Storia
La produzione di questo modello della Lagonda, secondo in assoluto e primo da strada della casa automobilistica britannica, iniziò nel 1913 con una carrozzeria a due posti a cui si affiancò, nel 1914, una versione a quattro posti. Entrambe erano dotate di un motore da 1.099 cm³ di cilindrata a quattro cilindri.
Era molto particolare e rivoluzionario, per l'epoca, il modo con cui erano montati il telaio e la carrozzeria, il cui accoppiamento era unitario. Realizzata il 745 esemplari, di cui nessuno è giunto sino a noi, era venduta a 135 sterline. Venne sostituita dalla Lagonda 11.9.